# Tempelj Kodal Azhagar
Tempelj Kodal Aḻagar v Maduraju, mestu v južni indijski državi Tamil Nadu, je posvečen hindujskemu bogu Višnuju. Tempelj, zgrajen v dravidskem arhitekturnem slogu, je poveličan v Naalajira Divja Prabandham, zgodnjesrednjeveškem tamilskem kanonu svetnikov Alvar iz 6.–9. stoletja. Je eden od 108 Divja Desamov, posvečenih Višnuju, ki ga častijo kot Vijoga Sundaradžan, in njegovi ženi Lakšmi kot Mathuravali.
Granitno obzidje obdaja tempelj in zapira vsa njegova svetišča. Tempelj ima petstopenjski radžagopuram, vhodni stolp. Prvotno se domneva, da so tempelj zgradili Pandije, kasneje pa so ga dozidali imperij Vidžajanagara in kralji Madurai Najaks, ki so v 16. stoletju naročili dvorane s stebri in glavna svetišča v templju.
Kodal Aḻagar naj bi se pojavil, da bi ubil demona Somuko, ki je ugrabil štiri Vede. Tempelj sledi Tenkalajski tradiciji čaščenja. V templju potekajo štirje dnevni obredi in trije letni festivali, od katerih je najpomembnejši štirinajstdnevni letni Brahmotsavam v tamilskem mesecu Vaikasi (maj - junij). Tempelj vzdržuje in upravlja hindujski verski in obdaritveni odbor vlade Tamil Naduja.

## Legenda
Po hindujski legendi je vladar po imenu Valabhadeva vsak dan hodil inkognito, da bi izvedel za življenja ljudi pod njim. Med enim od njegovih obiskov mu je učenjak povedal, da je končni cilj v življenju »zbrati poleti živila in shraniti za zimo«, kar je pomenilo tudi, da je treba delati v mladosti in varčevati za starost. Valabadeva ni bil prepričan in to je postavil kot tekmovanje med učenjaki, da bi spoznal pravo vrednost življenja. Višnucita, ki bo kasneje postal Perijalvar, eden od dvanajstih najbolj čaščenih svetnikov vaišnavske sekte, je prišel v Madurai iz Sriviliputhurja. Verjeli so, da so ga usmerjale nebeške Višnujeve besede in da je razlagal svete verze. Razložil je koncepta Hithama in Purušarthama iz Ved in razglasil, da lahko doseganje nog Narajane vodi do odrešitve. Valabhadeva je bil zadovoljen z razlago in Višnuciti je podelil vrečo zlata. Menijo, da je trenutna gopura templja Sriviliputhur zgradil Perijalvar z osvojenim zlatom.

## Zgodovina
Napisi v templju označujejo glavno božanstvo kot Kodal Alagija Perumal. V templju so napisi, ki nakazujejo velikodušna darila in obdaritve v obliki zemlje, hiš in zlata za vzdrževanje in upravljanje templja. Napis iz 8. stoletja nakazuje darovanje granitnih kamnov za gradnjo Ardha Mandapa. Tempelj je bil razširjen med vladavino Madurai Najakov v 16. stoletju. Dvajasthambam mandapam (zastavna palica) in mandapa pred Hema Puškarani so zgradili Najaki. Svetišče Mathuravali Thajar (Thajar) je zgradil in tempelj obnovil Muthu K. R. V. Alagappa Chettiar iz Devakotaija leta 1923. Od takrat tempelj vzdržuje in upravlja Oddelek za hindujske verske in dobrodelne donacije vlade Tamil Naduja.

## Arhitektura
Tempelj Kodal Aḻagar pokriva površino približno 0,81 hektarja in ima petstopenjski gopuram (vhodni stolp), ki se dviga do višine 38 m. Tempelj je zaprt v pravokotni ogradi z ogromnimi granitnimi stenami. Osrednje svetišče ima dvignjeno stavbo in hrani podobe glavnega božanstva, Kodal Aḻagarja, v treh oblikah, in sicer v sedečem, stoječem in ležečem položaju. Podoba iz granita je športno prikazana v sedečem položaju in visoka 1,8 m. Podobi Sridevi in Bhudevi sta prisotni na obeh straneh Kodal Aḻagarja. Festivalsko božanstvo se imenuje Vjuga Sundararadžar, podoba pa je visoka 1,2 m, izdelana iz pančalohe. Vimana, svetišče nad svetiščem, je Aštanga v arhitekturi, ki ima osem delov, in sicer Adhistana (osnova), tri Pade (struktura), Prašthana (ud), Griva (vodilna struktura), šikara (cilindrični nosilec) in Stupi (zgornji del). Zunanji deli vimane imajo štukature podobe modrecev, Dašavatarama, Bhudevija in Varaha, Lakšmi Narasimhe, Lakšmi Narajane in Narajanamorthija. Vimana naj bi bila delo Višvakarme, božanskega arhitekta. Senca vimane ne pade na tla. Aštanga Vimana je v templjih Manar Koil, Ambasamudram, Uthiramerur, Thirukoshtijur in Čeranmadevi. Notranje stene svetišča imajo slike Aštadikpalak.
Svetišče soproge Kodal Aḻagarja, Mathuravali, je južno od glavnega svetišča. V bližini svetišča so manjša svetišča Lakšmi Narasimha, Rama, Lakšmi Narajana in Krišna. Svetišča Andal, Narasimha in Manavala Mamunigal so v ločenih svetiščih okoli prvega območja. Svetišče Andal ima slike, ki prikazujejo puranske zgodbe in napise s podrobnostmi o nabožni literaturi. V drugem predelu so svetišča Garude, Andžaneye, Ramanuje, Vedante Desike in Alvarsa. Stebri v dvoranah, ki vodijo v svetišče, imajo majhne skulpture v drugem predelu. V drugem nadstropju je svetišče, posvečeno Surjanarajani, ki stoji skupaj z boginjami. Tepakulam, tempeljski rezervoar, je zunaj prostorov templja. Ima osrednjo dvorano iz granita.

## Verski pomen
Perijalvar je dobil ime, ker naj bi bil goreč častilec Višnuja. Ko je prihajal iz Maduraja, so ga v procesiji odpeljali do Sriviliputhurja in ob tem je dobil božansko videnje Višnuja. Začel je recitirati svojo skladbo Perija Tirumoli, ki jo je v Naalajira Divja Prabhandam zbral Manavala Mamunigal. Manavala je odredil, da morajo biti verzi Perijalvarja, ki se začnejo s Tirupalandujem, prvi in zadnji verz pri recitiranju Prabhandama ob kateri koli sveti priložnosti v Višnujevih templjih. Ramanuja, zagovornik v 10. stoletju, meni, da Tirupalandu izvira iz Maduraja. Tako ima tempelj Kodal Aḻagar neomajen položaj v vaišnavitskem verovanju. Med Mahapralajo, veliko katastrofo, so bhakte iskali Višnujevo bivališče v Maduraju. Menijo, da je Višnu stal kot branik pred bližajočo se katastrofo, zaradi česar je dobil ime mesta Nanmadakodal ali Kodal Nagar (Kodal v tamilščini je 'branik').
Kraj je omenjen kot pomemben v štirih obdobjih, in sicer Satja Juga, Treta Juga, Dvapara Juga in Kali Juga. Tempelj ima Navagrahe, devet planetarnih božanstev, ki jih sicer najdemo samo v templjih Šive. Kaže na vaišnavitske kulture v srednjem veku.

## Literarna omemba
Zgodovinarji so mnenja, da se tempelj Kodal Aḻagar omenja v literaturi Sangam (3. stoletje pr. n. št. - 3. stoletje n. št.) v delih, kot je Madurai Kanči Mangudija Marudana, Paripāṭala, Kaliththokaija in Silapatikarama. Madurai Kanči podrobno opisuje festival Thiruvonam, ki se praznuje v templju. Tempelj Kodal Aḻagar je cenjen v alajira Divja Prabhandam, vaišnavskem kanonu iz 5. do 9. stoletja, ki so ga napisali Perijalvar, Thirumalisai Alvar in Thirumangai Alvar. Tempelj je razvrščen kot Divja Desams, eden od 108 Višnujevih templjev, ki so omenjeni v knjigi. V 18. in 19. stoletju je tempelj omenjen v več delih, kot je 108 Tirupathi Anthathi avtor Divja Kavi Pilai Perumal Aijangar in Kodal Sthala Purana.
Kodal Purana podrobno opisuje izvor reke Vaigai, ki teče skozi Madurai. Menijo, da je Višnu vstal kot Trivikrama, z eno nogo, ki se je dvignila v nebo, noga pa je dosegla Brahmaloko, bivališče Brahme. Brahma se je z veseljem umaknil dvignjenemu stopalu in domneva se, da se je voda pojavila kot potoček, imenovan Krithimala. V kraju je zraslo veliko bananovcev in postal je znan kot Kadhalivana, gozd bananovcev.
Satjavrata, vladar Maduraja, je bil veren Višnujev bhakta. Menijo, da je nekoč Višnu prišel iz reke Krithimala kot riba (Matsja avatar, eden od Višnujevih avatarjev), da bi vladarja učil Vede. Od takrat naprej so Pandije začele uporabljati ribe kot simbol kraljestva.